# Projeto Grego

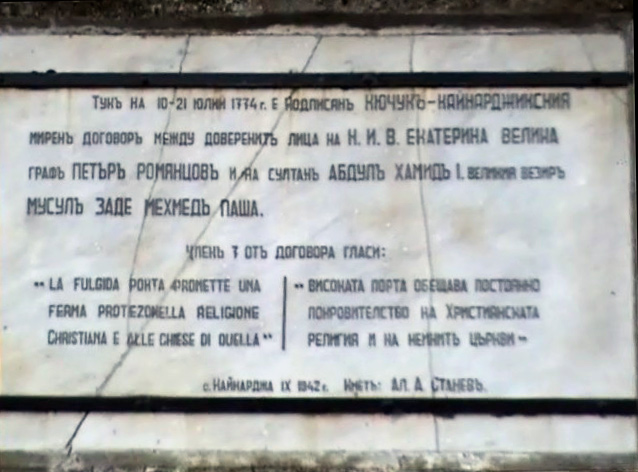
O Tratado de Küçük-Kainarji marca o início histórico da Idade Contemporânea. O local é Dobrudja, o berço do Primeiro Império Búlgaro.

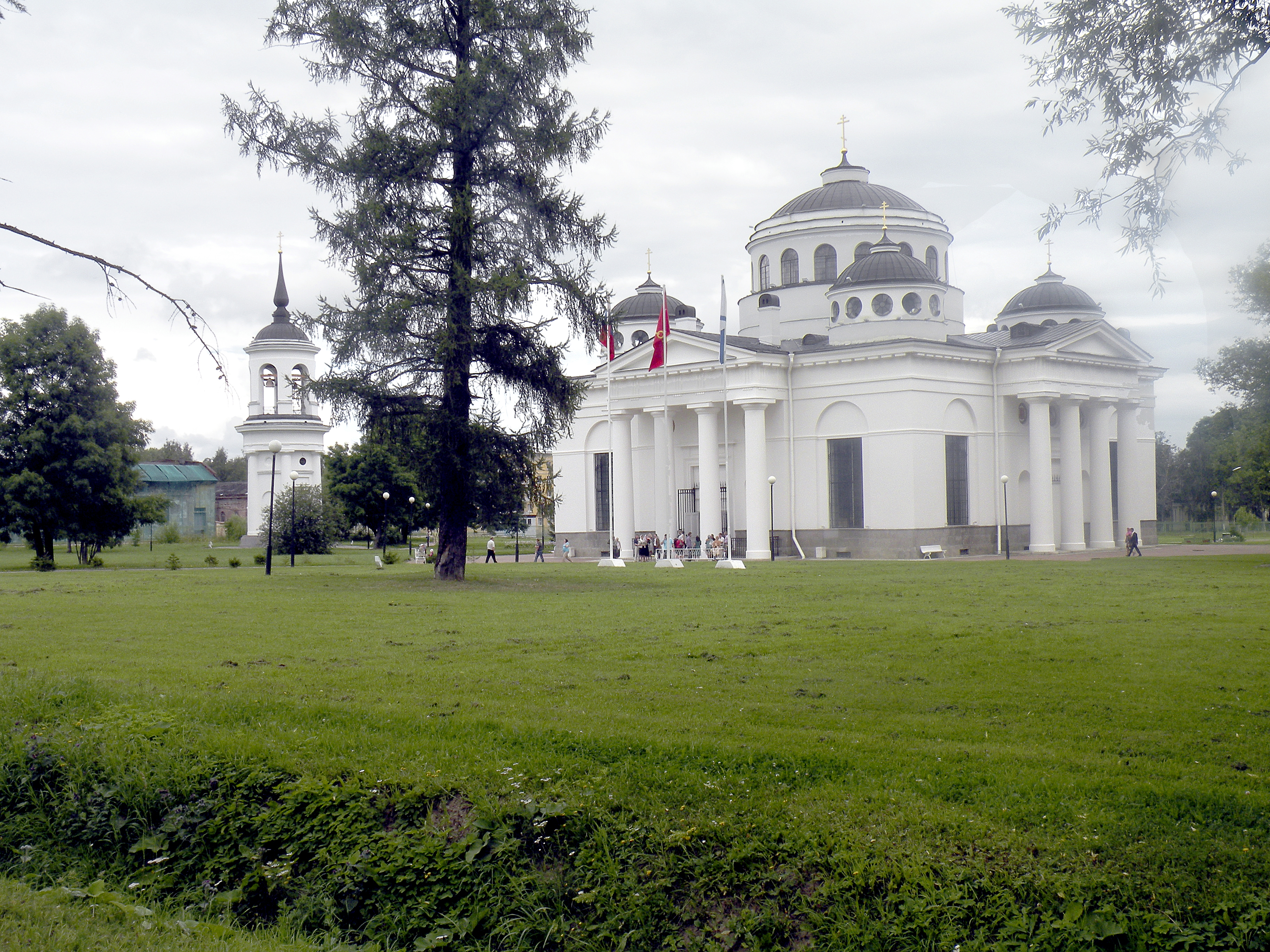
A réplica de Santa Sofia em São Petersburgo foi erguida por ordem de Catarina, a Grande.

O Projeto Grego (em russo:  Греческий проект) é um projeto geopolítico do Império Russo a partir da década de 1780, após o Tratado de Küçük-Kainarji e a anexação do Canato da Criméia.
O objetivo é a restauração de Império Bizantino, liderado pelo neto de Catarina, a Grande — Constantino Pavlovich da Rússia, respectivamente, colocando Estreitos Turcos e Constantinopla sob controle russo.
O Projeto Grego é um choque para a França e a Grã-Bretanha. Na sua realização, a França ficou sem aliados no leste contra o Sacro Império Romano, já que não haveria mais uma aliança franco-otomana, e as Partilhas da Polônia concluíram. A Grã-Bretanha também é vulnerável porque, após a Guerra Revolucionária Americana e o resultado da revolução diplomática, não pode contar com aliados seguros na Europa. Além disso, a rota do Mediterrâneo britânico para a Índia britânica estará sob controle russo.
O Projeto Grego é uma ideologia de Eugène Voulgaris, apoiada por Gregório Orlov. O projeto foi realizado pela Guerra da Crimeia, mas depois disso a Rússia se baseou na emancipação política do Despertar nacional da Bulgária, que terminou com a libertação da Bulgária no contexto do desenvolvimento da Megáli Idea.
Pode-se argumentar que o Projeto Grego é uma estreia para o Grande Jogo com o advento da Questão Oriental. O primeiro passo prático do projeto é a Anexação da Crimeia pelo Império Russo.